# Mali a 2013-as úszó-világbajnokságon
Mali három úszóval vett részt a 2013-as úszó-világbajnokságon, akik hat versenyszámban indultak.

## Úszás
Férfi
| Versenyző   | Verseny                   | Selejtező | Selejtező | Elődöntő          | Elődöntő          | Döntő             | Döntő             |
| Versenyző   | Verseny                   | Idő       | Helyezés  | Idő               | Helyezés          | Idő               | Helyezés          |
| ----------- | ------------------------- | --------- | --------- | ----------------- | ----------------- | ----------------- | ----------------- |
| Boubou Togo | 50 méteres gyorsúszás     | 31.78     | 104.      | Nem jutott tovább | Nem jutott tovább | Nem jutott tovább | Nem jutott tovább |
| Boubou Togo | 50 méteres mellúszás      | DSQ       | DSQ       | Nem jutott tovább | Nem jutott tovább | Nem jutott tovább | Nem jutott tovább |
| Oumar Touré | 50 méteres pillangóúszás  | 26.09     | 54.       | Nem jutott tovább | Nem jutott tovább | Nem jutott tovább | Nem jutott tovább |
| Oumar Touré | 100 méteres pillangóúszás | 59.86     | 53.       | Nem jutott tovább | Nem jutott tovább | Nem jutott tovább | Nem jutott tovább |

Női
| Versenyző     | Verseny               | Selejtező | Selejtező | Elődöntő          | Elődöntő          | Döntő             | Döntő             |
| Versenyző     | Verseny               | Idő       | Helyezés  | Idő               | Helyezés          | Idő               | Helyezés          |
| ------------- | --------------------- | --------- | --------- | ----------------- | ----------------- | ----------------- | ----------------- |
| Haoua Sangare | 50 méteres gyorsúszás | 34.49     | 79.       | Nem jutott tovább | Nem jutott tovább | Nem jutott tovább | Nem jutott tovább |
| Haoua Sangare | 50 méteres mellúszás  | 49.68     | 73.       | Nem jutott tovább | Nem jutott tovább | Nem jutott tovább | Nem jutott tovább |